# Abbottabad
Abbottabad (urdu: ایبٹ آباد) es una ciudad situada en la provincia de Khyber Pakhtunkhwa de Pakistán. La ciudad está situada en el Valle Orash, 120 km al norte de Islamabad y 200 kilómetros al este de Peshawar, a una altitud 1227 m. La ciudad es conocida en todo Pakistán por su clima agradable, las instituciones educativas de alto estándar y establecimientos militares. Sigue siendo un centro importante de turismo de las zonas del norte de Pakistán en el verano.
Fue fundada por James Abbott en 1853, quien era un delegado comisionado del Raj Británico, convirtiéndose así la localidad en un importante puesto militar. Cerca de allí existen unas inscripciones en roca de los tiempos del emperador indio Aśoka.

## Educación
Abbottabad es denominada a veces «La Ciudad de las Escuelas», pues cuenta con un gran número de escuelas, colegios e institutos de formación.

## Muerte de Bin Laden
El 1 de mayo de 2011 un comando especial de las Fuerzas Armadas de los Estados Unidos buscó y asesinó en las afueras de esta ciudad al líder de la organización terrorista Al Qaeda Osama bin Laden, acusado de ser el responsable, entre otros crímenes, de la destrucción de las Torres Gemelas y el asesinato de 3.000 personas (Atentados del 11 de septiembre de 2001).

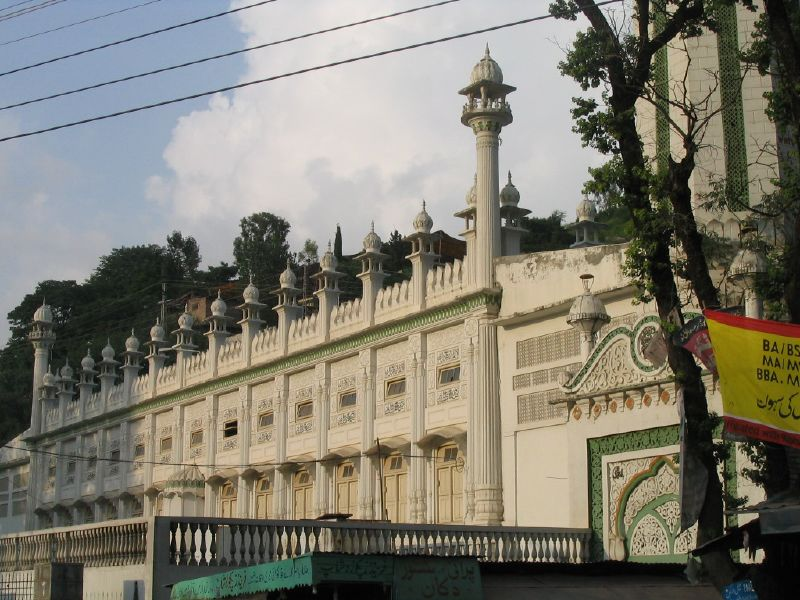
Mezquita en la ciudad.